# Флориан Зелер
Флориа̀н Зелѐр (на френски: Florian Zeller, [flɔʁjɑ̃ zɛlɛʁ]) е френски писател, драматург, сценарист и режисьор.
Роден е на 28 юни 1979 година в Париж. Учи в Института за политически науки, но не се дипломира. През 2002 година издава първия си роман, а през следващите години пише главно пиеси. Получава международна известност с „Бащата“ (Le Père, 2012), след което негови пиеси се поставят в много страни по света, включително и в България. През 2020 година сам режисира и своя филмова адаптация на „Бащата“, за чийто сценарий получава „Оскар“ и награда на БАФТА.